# Kobrin
Kobrin (bjeloruski: Кобрын, ruski: Кобрин, poljski: Kobryń, jidiš: קאברין‎) je grad u zapadnoj Bjelorusiji u Brestskoj oblasti.

## Zemljopis
Grad se nalazi na zapadnom Polesju na mjestu gdje se rijeka Muhavec spaja s Dnjeparsko-buškim kanalom. Od oblasnog središta Bresta udaljen je 41 km istočnije, od Minska je udaljen 297, a od Varšave 249 km. Kobrin je važno prometno čvorište. Kroz grad prolazi cesta M1 koja vodi od Bresta do Moskve koja je pak dio europskog koridora E 30 i Paneuropskog prometnog koridora.

## Povijest
U prapovijesti ovo područje je bilo naseljeno drevnim baltičkim plemenom.
Prvi put se spominje u 11. stoljeću, od kraja 13. stoljeća grad je pripadao volinijskim knezovima. Ubrzo nakon toga početkom 14. stoljeća grad je dio Velike Kneževine Litve. Između 1589. i 1766. godine je slobodni grad u Poljsko-Litavskoj Uniji, što je mogućilo da se veliki broj Židova naseli na tom području nakon 16. stoljeća.
Nakon podjele Poljske 1795. postaje dijelom Ruskog Carstva. Okupiran je od strane Njemačke tijekom Prvog svjetskog rata, nakon Sovjetsko-poljskoj rata predan je Poljskoj. Između 1939. i 1941. godine grad je bio okupiran od strane Sovjetskog Saveza, zatim od 23. lipnja 1941. do 20. srpnja 1944. godine od strane Trećeg Rajha. U tom razdoblju većina židovskih stanovnika bila je smještena u getu, a potom ubijena u nacističkim logorima. Godine 1944. grad je ponovo osvojio SSSR te je priključen Bjeloruskoj Sovjetskoj Socijalističkoj Republici. Od 1991 dio je Republike Bjelorusije.

## Stanovništvo
Godine 2016. u gradu je živjelo 52.655 stanovnika, te je četvrti po veličini grad u Brestskoj oblasti nakon Bresta, Baranaviča i Pinska.

## Gradovi prijatelji
- Bielsk Podlaski, Poljska

- Vraca, Bugarska

- Glarus, Švicarska

- Uelzen, Njemačka

- Kaniv, Ukrajina

- Cahul, Moldova

- Kiverci, Ukrajina

- Międzyrzec Podlaski, Poljska

- Livin, Rusija

- Tihoreck, Rusija

## Vanjske poveznice
- Službena stranica  Arhivirana inačica izvorne stranice od 7. veljače 2021. (Wayback Machine)

- Fotografije na Radzima.org

### Ostali projekti
|  | Zajednički poslužitelj ima još gradiva o temi Kobrin |